# Кадивеу (язык)
Кадивеу (Caduvéo, Ediu-Adig, Kadiwéu, Mbaya-Guaikuru) — язык семьи матако-гуайкуру, на котором говорят народы кадивеу и мбая (около 1000 индейцев), проживающие в трёх деревнях, распределённых на площади 5380 км² вокруг муниципалитета Серра-да-Бодокена штата Мату-Гросу-ду-Сул в Бразилии.